# Oliver A. Cornely
Oliver Andreas Cornely (* 6. Januar 1967 in Köln) ist ein deutscher Arzt und Hochschullehrer. Er ist Facharzt für Innere Medizin, Hämatologie, internistische Onkologie und Klinische Infektiologie sowie Professor der Medizin und translationalen Forschung an der Universität zu Köln und am Universitätsklinikum Köln.

## Leben
Cornely studierte von 1987 bis 1994 Medizin in Köln. Seit 1994 arbeitete er als Assistenzarzt, später Oberarzt in der Hämatologie und Onkologie der Klinik I für Innere Medizin der Uniklinik Köln. Cornely promovierte 1999 über Epidemiologie, Klinik und Ätiologie der Gallengangmanifestationen HIV-infizierter Patienten und habilitierte sich 2004 über die Entwicklung der oralen Monotherapie aus der parenteralen Kombinationstherapie des neutropenischen Fiebers. Von 2005 bis 2014 war er stellvertretender Leiter der Klinischen Infektiologie. Von 2007 bis 2014 oblag ihm die Medizinische Leitung des Zentrums für Klinische Studien Köln an der Universität zu Köln, dem er seither als akademischer Leiter vorsteht. Seit März 2008 bekleidet Cornely eine Außerordentliche Professur für Innere Medizin.
Von 2008 bis 2011 war er Präsident der Deutschsprachigen Mykologischen Gesellschaft (DMykG). Er ist Studienkoordinator der European Fungal Infection Study Group (EFISG). Von 2011 bis 2017 war er Präsident der Europäischen Fachgesellschaft für Mykologie (Pilzerkrankungen) und begründete 2016 die Akademie und das Exzellenzprogramm der Europäischen Konföderation für Medizinische Mykologie (ECMM), der Dachorganisation von 28 nationalen mykologischen Fachgesellschaften. Als ihr Educational Officer koordiniert er das Leitlinien-Programm One World One Guideline, das Mediziner und Wissenschaftler aller Kontinente involviert. Seit 2014 ist er Universitätsprofessor und Inhaber des Lehrstuhls Translationale Forschung im Exzellenzcluster CECAD.
Seit 2017 leitet er das ECMM Diamond Excellence Center (Exzellenzzentrum für invasive Pilzerkrankungen) an der Uniklinik Köln. Per 2018 leitet Cornely die Arbeitsgruppe Infektionen in der Hämatologie der European Hematological Association (EHA) und seit 2019 die AG Infektionen der Deutschen Gesellschaft für Hämatologie und Onkologie (DGHO). Er ist Koordinator der Klinischen Studieninfrastruktur des Deutschen Zentrums für Infektionsforschung (DZIF) und Standortsprecher für Köln. Cornely ist Mitglied im Vorstand des US-amerikanischen Mycoses Study Group Education and Research Consortium (MSG ERC) und wurde im Mai 2025 zum Präsidenten der International Society for Human and Animal Mycology (ISHAM) gewählt.
Oliver Cornely koordiniert Richtlinien für invasive Pilzinfektionen und arbeitet derzeit mit Mykologen aus mehr als 80 Ländern zusammen, um die Behandlungsrichtlinien an die Gegebenheiten im Gesundheitswesen weltweit anzupassen. Seit Frühjahr 2021 leitet Cornely darüber hinaus das „Projekt Vaccelerate“. VACCELERATE ist ein klinisches Forschungsnetzwerk zur Koordination und Durchführung von COVID-19-Impfstoffstudien. Das Netzwerk besteht aus akademischen Einrichtungen aus ganz Europa: Das Konsortium wird von der Universität zu Köln geleitet und umfasst derzeit 31 nationale Partner in 18 EU-Mitgliedstaaten und fünf Ländern, die dem EU-Forschungsprogramm Horizon 2020 angeschlossen sind. Das VACCELERATE Site Network umfasst fast 500 Institutionen.

## Forschungsschwerpunkte
Cornelys wissenschaftliche Forschungsschwerpunkte liegen in der Klinischen Infektiologie, insbesondere in der Entwicklung neuer diagnostischer und therapeutischer Verfahren für invasive Mykosen und abdominelle Infektionen. Im Jahr 2003 gründete er die Registerstudie FungiScope für vernachlässigte seltene Infektionen, an der sich heute Zentren aus weltweit 85 Ländern beteiligen. Cornely war bereits an mehr als 200 klinischen Studien beteiligt und ist Autor von über 450 Fachartikeln in Peer-Review-Journalen. Er hat über 700 Artikel, Bücher, Buchkapitel und elektronische Medien veröffentlicht und wird seit 2018 zu den 1 % meist zitierten Forschern gezählt. Er ist Gutachter für zahlreiche medizinische Fachzeitschriften, Redaktionsmitglied für HemaSphere und Chefredakteur von Mycoses.
Seit 2016 engagiert sich Cornely als Mentor im Stipendien-Programm „Welcome“ für Flüchtlinge des Deutschen Hochschulverbands und seit 2019 als Mentor der Philipp Schwartz-Initiative der Alexander von Humboldt-Stiftung.

## Auszeichnungen (Auswahl)
- 2003: European Society for Medical Oncology Masterclass Stipendium
- 2007: Publikationspreis der Deutschsprachigen Mykologischen Gesellschaft
- 2008: Fellow of the Infectious Diseases Society of America
- 2009: Fakultätspreis der Medizinischen Fakultät der Universität zu Köln
- 2011: Fellow of the American College of Physicians
- 2014: Prof. Pushpa Talwar Memorial Oration / Post Graduate Institute of Medical Education and Research, Chandigarh, Indien
- 2015: Fellow of the American Academy of Microbiology
- 2016: Fellow of the European Confederation of Medical Mycology[2]
- 2022: Johann-Lucas-Schönlein-Plakette der Deutschsprachigen Mykologischen Gesellschaft[9]